# Черчетское муниципальное образование
Черчетское муниципальное образование — муниципальное образование со статусом сельского поселения в 
Тайшетском районе Иркутской области России. Административный центр — поселок Черчет.

## Демография
По результатам Всероссийской переписи населения 2010 года 
численность населения муниципального образования составила 341 человек, в том числе 170 мужчин и 171 женщина.

## Населённые пункты
В состав муниципального образования входят населённые пункты
- Черчет